# Space Engine
Space Engine ist eine vom ukrainischen Programmierer Vladimir Romanyuk entwickelte Weltraum-Simulationssoftware. Im Jahr 2022 gründete das Entwicklungsteam unter der Führung von Romanyuk die Firma Cosmographic Software LLC, sie befasst sich seitdem mit der Weiterentwicklung. Space Engine stellt Galaxien, Sterne, Planeten etc. im dreidimensionalen Raum dar. Ein grundlegendes Prinzip von Space Engine ist dabei die prozedurale Generierung von Inhalten.

## Funktionen
Space Engine visualisiert das gesamte beobachtbare Universum. Das beinhaltet Objekte von der Größe eines Asteroiden bis hin zu der einer Galaxie. Die Software berechnet die Oberflächen von Himmelskörpern dreidimensional mit Terrain bis auf wenige Meter genau, so dass Nutzer z. B. Planeten bis hinunter auf die Oberfläche erkunden können. Darstellungselemente sind unter anderem Berge und Krater.
Für die Sterne in der näheren Umgebung der Sonne werden Daten vom Satelliten Hipparcos herangezogen. Im Gegensatz zu diesen realen Sternen wird der Rest der Galaxie prozedural mit fiktiven Sternen gefüllt, die realistische Eigenschaften und Abstände zueinander besitzen. So werden für die Milchstraße ca. 200 Milliarden Sterne generiert, von denen jeder ein eigenes Planetensystem besitzt.
Auch für andere Galaxien und Kugelsternhaufen werden realistische Sternenansammlungen erstellt. Durch die nahtlose Verschmelzung von realen und prozeduralen Inhalten gibt es keine künstlichen Grenzen mehr auf Grund mangelnder Daten. Dennoch beträgt der Radius (ausgehend von unserer Milchstraße) des darin dargestellten Universums maximal 18 Mrd. Lichtjahre. In der Version 0.9.7.2 betrug der Radius sogar 25 Mrd. Lichtjahre. Romanyuk versucht bei der Programmierung den Weltraum so realistisch wie möglich darzustellen, was sich unter anderem darin zeigt, dass z. B. Planetenbahnen vor ihrer Generierung auf Bahnstabilität innerhalb mehrerer Umläufe getestet werden. In Version 0.980 wurde ein Raumschiffmodus hinzugefügt, um das freie Erkunden zu ergänzen. Im Raumschiffmodus wird das Raumschiff von Gravitationskräften und Effekten beeinflusst.
Inhalte:
- Darstellung fast aller Himmelskörper: Asteroiden, Kometen, Monde, Planeten, Sterne, Sternhaufen, Nebel, Galaxien, Schwarze Löcher
- Prozedurale Generierung von Sternen, Planeten und deren Oberflächen
- Freie Bewegung im Universum
- Kontrolle über den Zeitablauf
- Einbindung von Katalogen (Hipparcos für Sterne, NGC/IC für Galaxien, Sternhaufen etc.)
- Suche von Objekten per Name
- Realistische optische Darstellung von Galaxien
- Realistische Darstellung von Planetenringen
- Darstellung von Planetenbahnen und Objektnamen
- Diverse optische Effekte: Linseneffekte, Schattenwurf, …
- Diverse zusätzliche Tools wie: Kamerapfadeditor (zum Erstellen von Videos), Videoaufnahmetool, Planeteneditor, ...

## Weitere Entwicklung
Die Simulation wird weiterentwickelt und um neue Inhalte ergänzt. Laut Romanyuk könne Space Engine ohne Schwierigkeiten 400.000 Galaxien und mehr darstellen. Eine vollständige Liste der geplanten Inhalte findet sich im offiziellen Forum. Die Entwicklung läuft aber sehr langsam ab.